# Denaeantha
Denaeantha es un género de polillas de la familia Tortricidae.

## Especies
- Denaeantha nivigera (Diakonoff, 1941)